# Rimsjöskogens naturreservat
Rimsjöskogens naturreservat är ett naturreservat i Norrtälje kommun i Stockholms län.
Området är naturskyddat sedan 1996 och är 29 hektar stort. Reservatet består mest av  grandominerad barrblandskog.